# 톰 뒤물랭
톰 뒤물랭(네덜란드어: Tom Dumoulin, 네덜란드어 발음: [tɔm dy.mu.lɛ̃], 1990년 11월 11일~)은 네덜란드의 전직 자전거 경기 선수로 도로독주에서 여러 성과를 거두며 클라이머 성향으로 잘 알려졌다. 지로 디탈리아에서 종합 우승 1회를 달성했으며 그랜드 투어 대회에서 구간 우승 9회 차지했다. 또한 네덜란드 국가대표로 활동하면서 올림픽 은메달 2개, 세계 선수권 대회에서 금메달 1개, 은메달 1개, 동메달 1개를 획득했다.
2015년 부엘타 에스파냐 2개 구간 우승을 차지하면서 종합 6위에 올랐다. 2016년 지로 디탈리아와 2016년 투르 드 프랑스에서 2개 구간 우승을 차지했고  2017년 지로 디탈리아에서 종합 우승을 차지하면서 1980년 요프 주테멜크 이후로 그랜드 투어 우승을 차지한 네덜란드 선수가 되었고 네덜란드 최초의 지로 디탈리아 우승 선수가 되었다. 같은 해 말에 열린 세계 선수권 대회에서 네덜란드 남자 선수로는 최초로 도로독주 종목에서 우승했다. 2018년에는 지로 디탈리아와 투르 드 프랑스에서 개인종합 2위에 올랐다.
2021년에 개인적인 이유로 선수 생활을 무기한으로 중단했으며 그 해 6월에 투르 드 쉬스로 복귀하였다. 2022년 시즌을 마지막으로 은퇴할 것을 선언한 후 그 해 8월 15일에 현역에서 은퇴했다.